# Victor Hugohuis

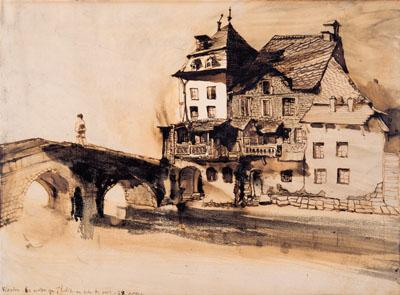
Tekening van het huis, door Victor Hugo

Het Victor Hugohuis is het huis in de Luxemburgse stad Vianden, waar de verbannen Franse schrijver Victor Hugo van 8 juni tot 22 augustus 1871 gewoond heeft. Later werd het een museum gewijd aan de literatuur.

## Geschiedenis
In dit huis had Victor Hugo een kamer gehuurd die uitkeek op de Our en de brug. Zijn familie woonde er tegenover, in Hotel Kaufmann.
De vereniging Les amis de la maison de Victor Hugo à Vianden heeft het huis ingericht tot een museum dat in 1935 voor het publiek werd geopend. In 1938 werd het huis geklasseerd als monument.
Tijdens de Tweede Wereldoorlog bleef het museum weliswaar open, maar een deel werd ingenomen door de Luxemburger Gesellschaft für deutsche Literatur und Kunst, een door de nazi's opgezette organisatie. Toen de nazi's op 12 september 1944 terugtrokken, werd de brug over de Our opgeblazen waarbij het huis zwaar beschadigd werd.
Onder leiding van Pierre Grach werd het huis gereconstrueerd en in 1948 kon het museum weer openen.

## Museum
Allereerst is er de kamer waarin Victor Hugo heeft gewoond, met de originele meubelen. De levensloop van Victor Hugo wordt toegelicht met holografische projectie en multimedia-presentaties. Er zijn tal van herinneringen aan Victor Hugo en zijn omgeving, zoals foto's.